# Campionato europeo per Nazioni di rugby a 13 1938
Il Campionato europeo per Nazioni di rugby a 13 del 1938 fu la quarta edizione del massimo torneo continentale di rugby league o rugby a 13; ancora una volta venne disputato dalle nazionale della Francia, del Galles e dell'Inghilterra. terza vittoria consecutiva del Galles.

## Formula
La formula rimane invariata anche per questa edizione e venne disputato un girone all'italiana di sola andata tra le tre partecipanti.

## Risultati
| Bradford 29 gennaio 1938 | Inghilterra | 6 – 7 | Galles | (8.600 spett.) |

| 20 marzo 1938 | Francia | 5 – 17 | Inghilterra |  |

| Llanelli 2 aprile 1938 | Galles | 18 – 2 | Francia | (17.000 spett.) |

## Classifica
| Posizione | Nazione     | Partite | Partite | Partite | Partite | Punti | Punti  | Punti      | Punti in classifica |
| Posizione | Nazione     | Giocate | Vinte   | Nulle   | Perse   | Fatti | Subiti | Differenza | Punti in classifica |
| --------- | ----------- | ------- | ------- | ------- | ------- | ----- | ------ | ---------- | ------------------- |
| 1         | Galles      | 2       | 2       | 0       | 0       | 25    | 8      | +17        | 4                   |
| 2         | Inghilterra | 2       | 1       | 0       | 1       | 23    | 12     | +11        | 2                   |
| 3         | Francia     | 2       | 0       | 0       | 2       | 7     | 35     | -28        | 0                   |

## Campioni
| Nazione vincitrice edizione 1938 |
| -------------------------------- |
| Galles (3º titolo)               |